# Góry Sokole

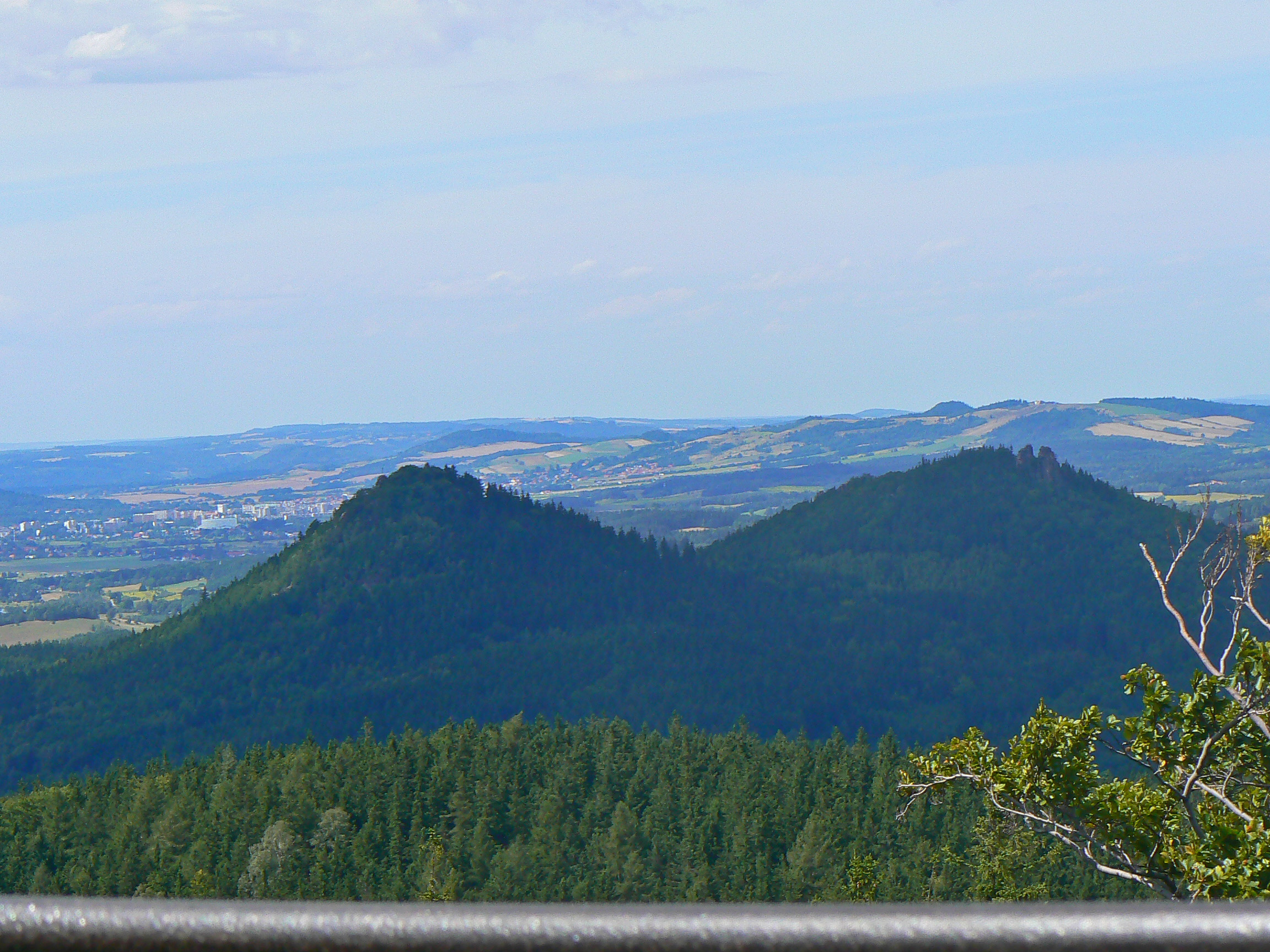
Blick von Osten auf Krzyżna Góra (links) und Sokolik (rechts). Links im Hintergrund Jelenia Góra.

Góry Sokole (früher auch Sokole Góry genannt), deutsch Falkenberge (schlesisch Folkabarge), wird eine Gruppe von Bergen in den Rudawy Janowickie (Landeshuter Kamm) unweit von Jelenia Góra (Hirschberg) in der Woiwodschaft Niederschlesien in Polen genannt, dazu gehören u. a.:
- Krzyżna Góra (Kreuzberg), 654 m
- Sokolik (Forstberg), 623 m und 642 m
- Browarówka (Bräuer Berg), 510 m
- Rudzik (Brauner Berg), 500 m
- Łysa (Kahler Berg), 490 m
- Buczka oder Buczek (Buchberg), 456 m
- Krzywa Turnia (Kreuzfelsen)
- Trzy Korony (Silberstein), 525 m

Kreuzberg und Forstberg bilden eine markante Doppelformation, welche vom gesamten Hirschberger Tal aus sichtbar ist und ein Wahrzeichen der Region darstellt.

## Zugang
Wanderwege führen von Fischbach (Karpniki), Rohrlach (Trzcińsko) und Boberstein (Bobrów) in die Falkenberge. Der leichteste Zugang erfolgt vom Parkplatz am Fischbacher Pass (Przełęcz Karpnicka, 475 m) an der Straße von Fischbach nach Jannowitz (Janowice Wielkie), von hier erreicht man auch die Bergbaude „Schweizerei“ (poln. Szwajcarka), ein ehemaliges Forsthaus, mit dem nahe gelegenen Silberstein.